# Aharon Ja'akov Grinberg
Aharon Ja'akov Grinberg (hebrejsky: אהרן-יעקב גרינברג, žil 15. března 1900 – 2. dubna 1963) byl izraelský politik a poslanec Knesetu za strany Sjednocená náboženská fronta, Chazit datit le'umit, ha-Po'el ha-Mizrachi-Mizrachi a Mafdal.

## Biografie
Narodil se ve městě Sokołów Podlaski v tehdejší Ruské říši (dnes Polsko). Vystudoval židovskou základní školu a ješivu. V roce 1934 přesídlil do dnešního Izraele.

## Politická dráha
Byl aktivní v sionistickém Mizrachi. Byl členem akčního výboru organizace ha-Po'el ha-Mizrachi v Izraeli. V izraelském parlamentu zasedl poprvé už po volbách v roce 1949, do nichž šel za Sjednocenou náboženskou frontu. Byl členem parlamentního výboru pro zahraniční záležitosti a obranu a výboru House Committee. Znovu se do Knesetu dostal až po volbách v roce 1955, do nichž šel nyní za stranu Chazit datit le'umit. Ta se v průběhu funkčního období přejmenovala na ha-Po'el ha-Mizrachi-Mizrachi a pak na Národní náboženskou stranu (Mafdal). Byl členem parlamentního výboru pro veřejné služby, výboru House Committee a výboru pro záležitosti vnitra. Zastával také post místopředsedy Knesetu. Za Mafdal uspěl také ve volbách v roce 1959. Byl opět místopředsedou parlamentu. Dále se stal členem výboru pro ústavu, právo a spravedlnost, výboru pro záležitosti vnitra a výboru práce. V parlamentu se objevil i po volbách v roce 1961, kdy kandidoval opět za Mafdal a kdy opětovně usedl na post místopředsedy Knesetu. Byl členem překladatelského výboru, výboru pro záležitosti vnitra a výboru House Committee. Zemřel během funkčního období. Jeho poslanecké křeslo zaujal Moše Kelmer.